# Saint-Félix (Oise)
Saint-Félix település Franciaországban, Oise megyében. Lakosainak száma 618 fő (2022. január 1.). Saint-Félix Forêt de Hez-Froidmont, Heilles, Hermes, Hondainville és La Neuville-en-Hez községekkel határos.

## Népesség
A település népessége az elmúlt években az alábbi módon változott:
| Lakosok száma | 641  | 634  | 637  | 631  | 626  | 623  | 620  | 613  | 618  |
|               | 2013 | 2015 | 2016 | 2017 | 2018 | 2019 | 2020 | 2021 | 2022 |